# 370.ª Divisão de Infantaria (Alemanha)
A 370ª Divisão de Infantaria (em alemão:370. Infanterie-Division) foi uma unidade militar que serviu no Exército alemão durante a Segunda Guerra Mundial.

## Comandantes
| Comandante                            | Data                                            |
| ------------------------------------- | ----------------------------------------------- |
| Generalleutnant Dr. Ernst Klepp       | 1 de abril de 1942 - 15 de setembro de 1942     |
| Generalleutnant Fritz Becker          | 15 de setembro de 1942 - 15 de dezembro de 1942 |
| Generalleutnant Erich von Bogen       | 15 de dezembro de 1942 - 20 de janeiro de 1943  |
| Generalleutnant Fritz Becker          | 20 de janeiro de 1943 - 2 de agosto de 1943     |
| Generalleutnant Hermann Böhme         | 2 de agosto de 1943 - 7 de setembro de 1943     |
| Generalleutnant Fritz Becker          | 7 de setembro de 1943 - 1 de junho de 1944      |
| Generalleutnant Botho Graf von Hülsen | 1 de junho de 1944 - 3 de setembro de 1944      |

## Área de operações
| França                     | abril de 1942 - maio de 1942      |
| Frente Oriental, setor sul | maio de 1942 - agosto de 1944     |
| Romênia                    | agosto de 1944 - setembro de 1944 |